# Luna 3
Luna 3 (appelée aussi Lunik 3 ou Objet 00021) fut le premier engin spatial à transmettre des photographies de la face cachée de la Lune.
La sonde automatique ne retransmit que des clichés de mauvaise qualité, mais par traitement informatique on parvint à produire à partir de ceux-ci le premier atlas de la face cachée. Très accidentée, celle-ci s'avérait fort différente de la face visible. On y distingue seulement deux régions sombres baptisées Mare Moscoviense (Mer de Moscovie) et Mare Desiderii (Mer des rêves). À la suite d'autres observations, on s'aperçut que Mare Desiderii était en fait constituée d'une mer plus petite, Mare Ingenii (Mer de l'ingéniosité) et de plusieurs autres cratères.

## Plate-forme et sous-systèmes
La structure externe de la sonde consistait principalement en un cylindre aux extrémités hémisphériques muni d'une épaisse collerette près de l'extrémité supérieure. La sonde mesurait 130 cm de long pour un diamètre allant de 95 cm pour la partie cylindrique principale à 120 cm au niveau de la collerette. Cette structure était étanche et pressurisée à hauteur de 0.23 atmosphère. Les batteries chimiques installées à l'intérieur de la structure étaient alimentées par les cellules solaires disposées sur le cylindre externe. Des volets mobiles de contrôle thermique furent également montés le long du cylindre, permettant d'augmenter la surface radiative du satellite si la température interne dépassait 25 °C. L'objectif de la caméra était situé dans l'hémisphère supérieur. La sonde était équipée de six antennes, quatre au sommet et deux à l'arrière. D'autres instruments scientifiques furent également montés à l'extérieur de la structure notamment des détecteurs de micrométéorites et de rayonnement cosmique. Le contrôle d'attitude était assuré par des propulseurs à gaz situés à l'extrémité inférieure de la plate-forme. L'orientation par rapport à la Lune et au Soleil était obtenue grâce à des senseurs photo-électriques. Par contre, la plate-forme ne disposait pas de fusées lui permettant de corriger sa trajectoire. L'intérieur de la structure contenait la caméra ainsi que sa chaîne d'acquisition et de lecture des films, le système de contrôle d'attitude et sa centrale gyroscopique, les batteries et des ventilateurs pour la régulation thermique. La plate-forme était stabilisée par une manœuvre de spin puis directement radio-contrôlée depuis la Terre.

## Système de phototélévision Yenisey-2
Le système d'imagerie de Luna-3, le Yenisey-2, se composait d'une caméra à double objectif, d'un système automatique de déroulement du film et d'un scanner. Un des deux objectifs possédait une focale de 200 mm pour une ouverture de f/5.6, tandis que le deuxième avait une focale de 500 mm pour une ouverture de f/9.5. La caméra emportait 40 prises d'un film isochrome 35 mm résistant à la température et aux radiations. L'objectif de 200 mm pouvait cadrer la totalité du disque lunaire tandis que l'objectif de 500 mm pouvait se concentrer sur une région plus petite. Le pointage de la caméra était réalisé par la rotation de la plate-forme. Une cellule photo-électrique permettait à la sonde de repérer la Lune et d'orienter l'objectif vers elle. La détection de la Lune commandait l'ouverture de l'obturateur et le début de la prise de vues. Une fois la série de clichés achevée, la pellicule était transmise à un laboratoire photo embarqué où elle était successivement développée, fixée et séchée. À la suite d'ordres transmis depuis la Terre, la pellicule était transmise vers le scanner où elle était projetée sur un multiplicateur photo-électrique au moyen d'un tube cathodique. Le point lumineux défilait le long du négatif, le multiplicateur convertissait l'intensité lumineuse traversant le négatif en signal électrique, signal qui était ensuite transmis vers la Terre. Un cliché pouvait ainsi être scanné avec une résolution de 1 000 lignes, processus qui nécessitait environ 30 minutes. La transmission s'effectuait à un débit réduit à grande distance de la Terre et à grand débit à courte distance.

## Déroulement de la mission

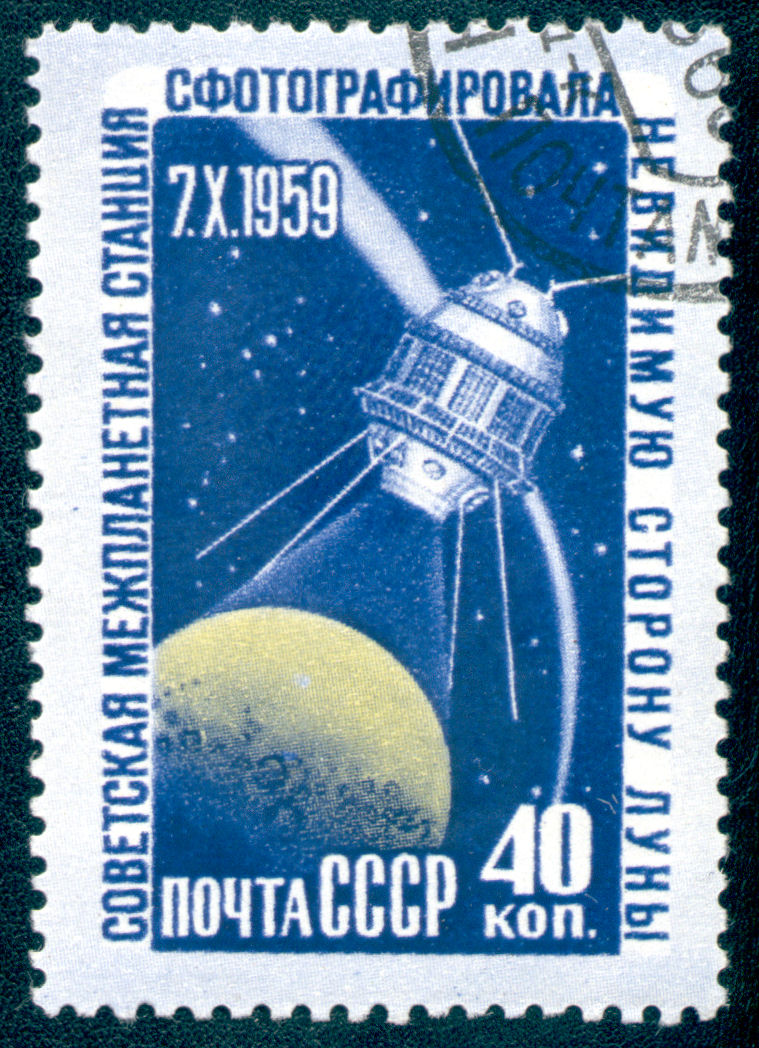
Timbre commémorant l'événement.

Après son lancement sur une trajectoire quasi polaire, l'étage de libération (Blok-E) fut éteint par les opérateurs au sol dès que la sonde atteignit la vitesse nécessaire à sa mission lunaire. Les premiers contacts radios avec la sonde n'apportèrent pas que des bonnes nouvelles : le signal de la sonde était deux fois plus faible qu'attendu et la température interne augmentait anormalement. L'axe de spin du satellite fut réorienté et l'extinction d'un certain nombre d'équipements permit de ramener la température de 40 °C à 30 °C. À une distance comprise entre 60 000 km et 70 000 km de la Lune, le système d'orientation fut activé et la rotation de la plate-forme stoppée. L'extrémité inférieure de la sonde se présenta face au Soleil qui éclairait alors la face cachée.
Lors de son plus proche passage, le 6 octobre 1959 à 14 h 16 TU, la sonde survola la Lune à moins de 6 200 km d'altitude vers le pôle Sud puis poursuivit sa route vers la face cachée. L'attraction de la Lune dévia la sonde de sa trajectoire prévue, lui forçant un apogée à 470 000 km et un périgée de 47 500 km au lieu des 2 000 km attendu. Le 7 octobre, la cellule photoélectrique détecta la face cachée, alors éclairée par le Soleil, ce qui déclencha la séquence photographique. La toute première image fut prise à 03h 30 (UTC) à 63 500 km d'altitude et la dernière 40 minutes plus tard à 66 700 km. Au total, 29 prises furent réalisées couvrant 70 % de la face cachée. Une fois la séquence achevée, la sonde reprit son mouvement de spin pour éviter d'exposer toujours le même côté au Soleil, passa à la verticale du pôle Nord lunaire puis entama son voyage retour vers la Terre. Les tentatives de retransmission des images vers la Terre débutèrent le 8 octobre mais furent infructueuses en raison de la faiblesse du signal. À mesure que la sonde se rapprochait de la Terre, la situation s'améliorait et 17 photographies exploitables bien que bruitées purent être réceptionnées jusqu'au 18 octobre. L'orbite suivante, fortement perturbée, culmina à un apogée de 485 000 km. Tout contact avec la sonde fut perdu le 22 octobre. On suppose que la sonde a brûlé dans les hautes couches de l'atmosphère au bout de quinze révolutions sur une orbite très excentrique, le 20 avril 1960.